# Биби Њуверт
Беатрис Џејн Њуверт (енгл. Beatrice Jane Neuwirth; Њуарк, Њу Џерзи, 31. децембар 1958) америчка је глумица, певачица и плесачица.
Њувиртова је најпознатији по улози Трејси Кајбер у ТВ серији Ред и закон: Суђење пред поротом.